# تيمولاي أوفلا (تمولاي)
تيمولاي أوفلا هي إحدى مشيخات المملكة المغربية، تتبع جغرافيا لإقليم كلميم وإداريًا لتمولاي. يقدر عدد سكانها بـ 1687 نسمة حسب الإحصاء الرسمي للسكان والسكنى لسنة 2004.